# Thomas Volling
Thomas Volling ist ein deutscher Wirtschaftswissenschaftler.

## Leben
Das Studium des Wirtschaftsingenieurwesens an der TU Braunschweig und der University of Rhode Island schloss er mit Promotion 2008 am Institut für Automobilwirtschaft und Industrielle Produktion (AIP) in Braunschweig zum Thema „Auftragsbezogene Planung bei variantenreicher Serienproduktion“ ab. Von 2008 bis 2014 leitete er die Arbeitsgruppe „Automobilproduktion und -logistik“ am AIP und habilitierte sich 2014 zum Thema „Bedarfs- und Kapazitätsmanagement in der automobilen Supply Chain“. Von 2014 bis 2018 war er Inhaber des Lehrstuhls für Produktion und Logistik an der Fakultät für Wirtschaftswissenschaften der FernUniversität in Hagen. Seit 2018 ist er Inhaber des Lehrstuhls für Industrielles Produktions- und Dienstleistungsmanagement an der Technischen Universität Berlin.
Seine Arbeitsgebiete sind betriebswirtschaftlichen Problemstellungen der Produktion, Logistik und Nachhaltigkeit sowie deren Modellierung und Lösung mit Hilfe von quantitativen Modellen und Methoden des Operations Research und Fragestellungen, die sich bei der Herstellung und Distribution variantenreicher Produkte ergeben, speziell an den Schnittstellen von Produktion, Logistik und Vertrieb.

## Schriften (Auswahl)
- Auftragsbezogene Planung bei variantenreicher Serienproduktion. Eine Untersuchung mit Fallstudien aus der Automobilindustrie. Wiesbaden 2009, ISBN 978-3-8349-1477-4.